# NGC 7332
NGC 7332 (другие обозначения — PGC 69342, UGC 12115, MCG 4-53-8, ZWG 474.12, KCPG 570A) — линзообразная галактика (S0) в созвездии Пегас.
Этот объект входит в число перечисленных в оригинальной редакции «Нового общего каталога».